# Eriostepta roseireta
Eriostepta roseireta är en fjärilsart som beskrevs av George Francis Hampson 1901. Eriostepta roseireta ingår i släktet Eriostepta och familjen björnspinnare. Inga underarter finns listade i Catalogue of Life.